# Палаты Сверчкова
Палаты Сверчкова (Сверчковы палаты) — памятник допетровской светской архитектуры в Москве.

## История
Палаты Сверчкова построены в конце XVI века — начале XVII века. Они принадлежали купцу И. М. Сверчкову, известному тем, что он вложил средства в строительство Успенской церкви на Покровке, не пострадавшей при пожаре 1812 года и снесённой в 1936 году. Усадьба Сверчковых была большой по территории в Сверчковом переулке. Здесь был разбит пруд и сад. Впоследствии на месте усадебного участка открылась школа № 312.
В начале XVIII века хозяином палат был И. Д. Алмазов. Затем ими владел А. Г. Жеребцов, камергер и сенатор. Затем хозяином участка в 1778 году стал Каменный приказ и школы ремёсел при приказе. В школе ремёсел преподавал Н. Н. Легран, архитектор Каменного приказа и один из создателей генерального плана Москвы. Впоследствии здание часто перестраивалось. В доме находились разнообразные учреждения. В 1790 году территорией стало владеть ведомство Оружейной палаты. В 1813 году здесь находилась Комиссия о строении Москвы. В 1836 году усадебный участок стал частным владением. В 1867 году хозяином стал Абрикосов. В советское время в палатах размещался Центральный дом народного творчества имени Н. К. Крупской.
В конце 1970-х годов здание палат реставрировано. С 1978 года здесь находится Государственный дом народного творчества.

## Архитектура
Палаты Сверчкова — здание из двух этажей красного цвета, а крыша зелёного. Наиболее древняя часть палат — погреба, стены которых сложены из белого камня. Второй этаж был достроен в XVII веке.